# إيما بارتون
إيما بارتون (بالإنجليزية: Emma Barton) (و. 1872 – 1938 م) هي مصورة بريطانية، ولدت في برمينغهام، توفيت في وايت، عن عمر يناهز 66 عاماً.